# Cafè irlandès (pel·lícula)
Cafè irlandès (títol original: The Snapper) és una comèdia dirigida l'any 1993 per Stephen Frears a partir de la novel·la homònima de Roddy Doyle. Entra en la sèrie dels seus films consagrats a Irlanda. Ha estat doblada al català.

## Argument
Al començament dels anys 90 a Irlanda, Sharon Curley, vint anys, viu en un barri popular amb la seva escandalosa però unida família. Anuncia el seu embaràs però rebutja obstinadament revelar el nom del pare. La família s'acomoda prou bé amb la situació fins que el rumor atribueix la paternitat del bebè que ha de venir a un veí d'edat madura, casat i pare d'una bona amiga de Sharon. A Sharon li és díficil desmentir-ho i es veu en flaix-back la "concepció" en el moment d'una festa massa regada amb el famós veí. Segueixen algunes setmanes de tensió familiar (tothom defensant l'honor de Sharon a cops de puny) fins que la família es reuneix al voltant del "motard" ("snapper" en anglès).

## Repartiment
- Colm Meaney: Dessie Curley
- Tina Kellegher: Sharon Curley
- Ruth McCabe: Kay Curley
- Brendan Gleeson: Lester
- Karen Woodley: Yvonne Burgess
- Dierdre O'Brien: Mary
- Rynagh O'Grady

## Premis i nominacions[calcitació]

### Premis
- 1994: Premis Goya: millor film europeu
- 1993: Festival de Toronto: Millor pel·lícula (Premi del Públic)
- 1993: Festival de Chicago: Hugo de Plata - Millor actor

### Nominacions
- César 1994: César a la millor pel·lícula estrangera
- Globus d'Or 1994: Globus d'Or al millor actor musical o còmic per Colm Meaney